# Hardin County, Texas
Hardin County är ett administrativt område i delstaten Texas, USA, med 54 635 invånare (2010). Den administrativa huvudorten (county seat) är Kountze. 

## Geografi
Enligt United States Census Bureau så har countyt en total area på 2 323 km². 2 315 km² av den arean är land och 8 km² är vatten. 

### Angränsande countyn
- Tyler County - norr
- Jasper County - öster
- Orange County - sydost
- Jefferson County - söder
- Liberty County - sydväst
- Polk County - nordväst